# Diskusform

Diskus (schematischer Längsschnitt), Form gemäß offiziellem Reglement der Leichtathletik-Verbände

Die Diskusform bzw. das Adjektiv diskusförmig bezeichnet die räumliche Form einer Kreisscheibe (in Biologie und Archäologie auch einer kreisähnlich geformten Scheibe) mit einer zur Mitte oder bis zu einem in etwa konstantem Abstand zur Mitte gleichmäßig ansteigenden Verdickung (die somit als kegel- oder kegelstumpfförmig beschrieben werden kann). Dies unterscheidet die Diskusform von der Linsenform, bei der die Verdickung gewölbt (konvex) ist. Die Außenkante kann abgerundet oder gerade abgeschnitten sein.
Die Form entspricht der des für den Diskuswurf verwendeten Sportgerätes, die in den einschlägigen Regelwerken als symmetrisches Paar von Kegelstümpfen mit abgerundeter Außenkante beschrieben ist.

Als „diskusförmig“ beschriebene Objekte
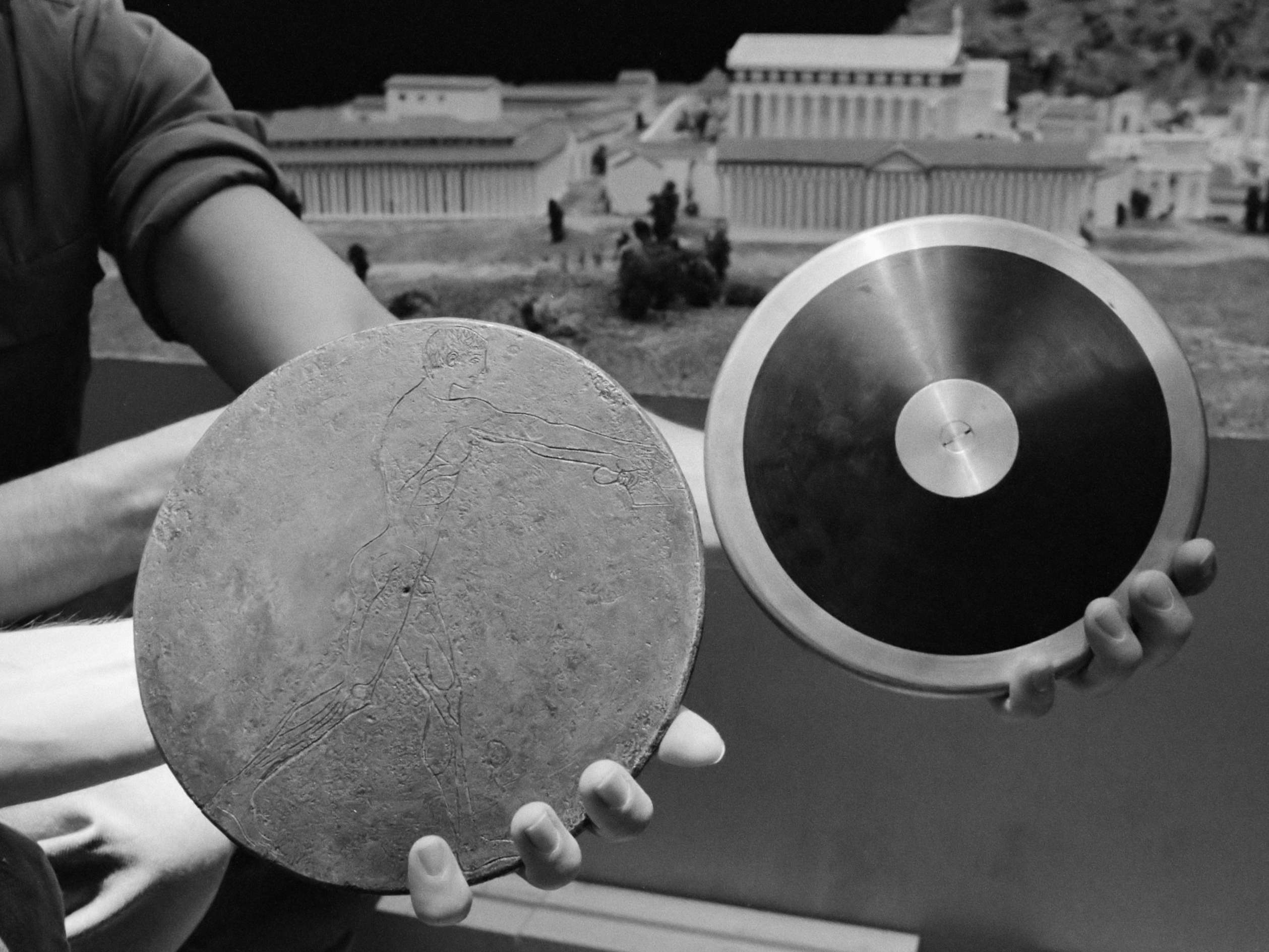
Antiker und moderner Diskus
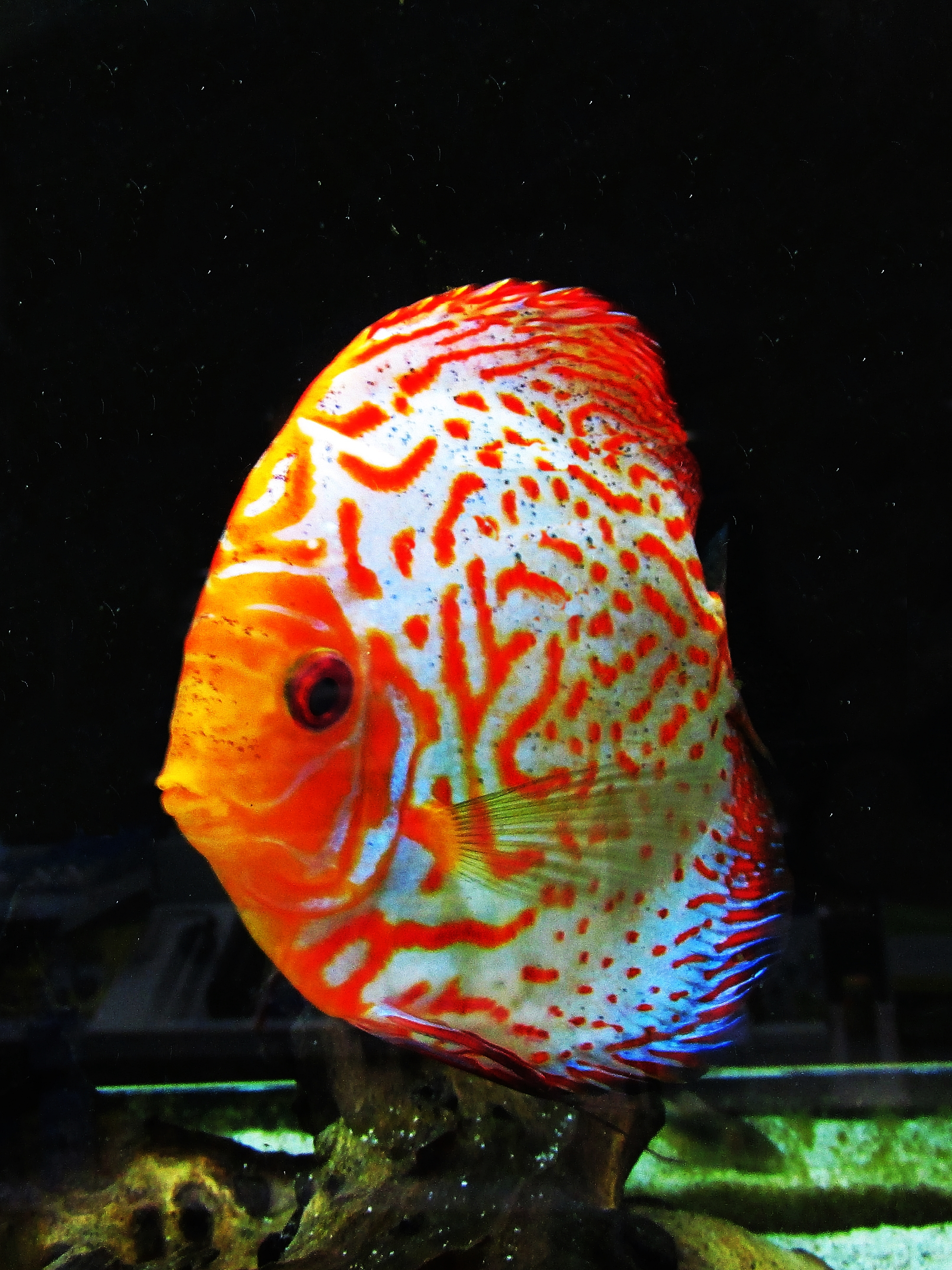
Diskusfisch
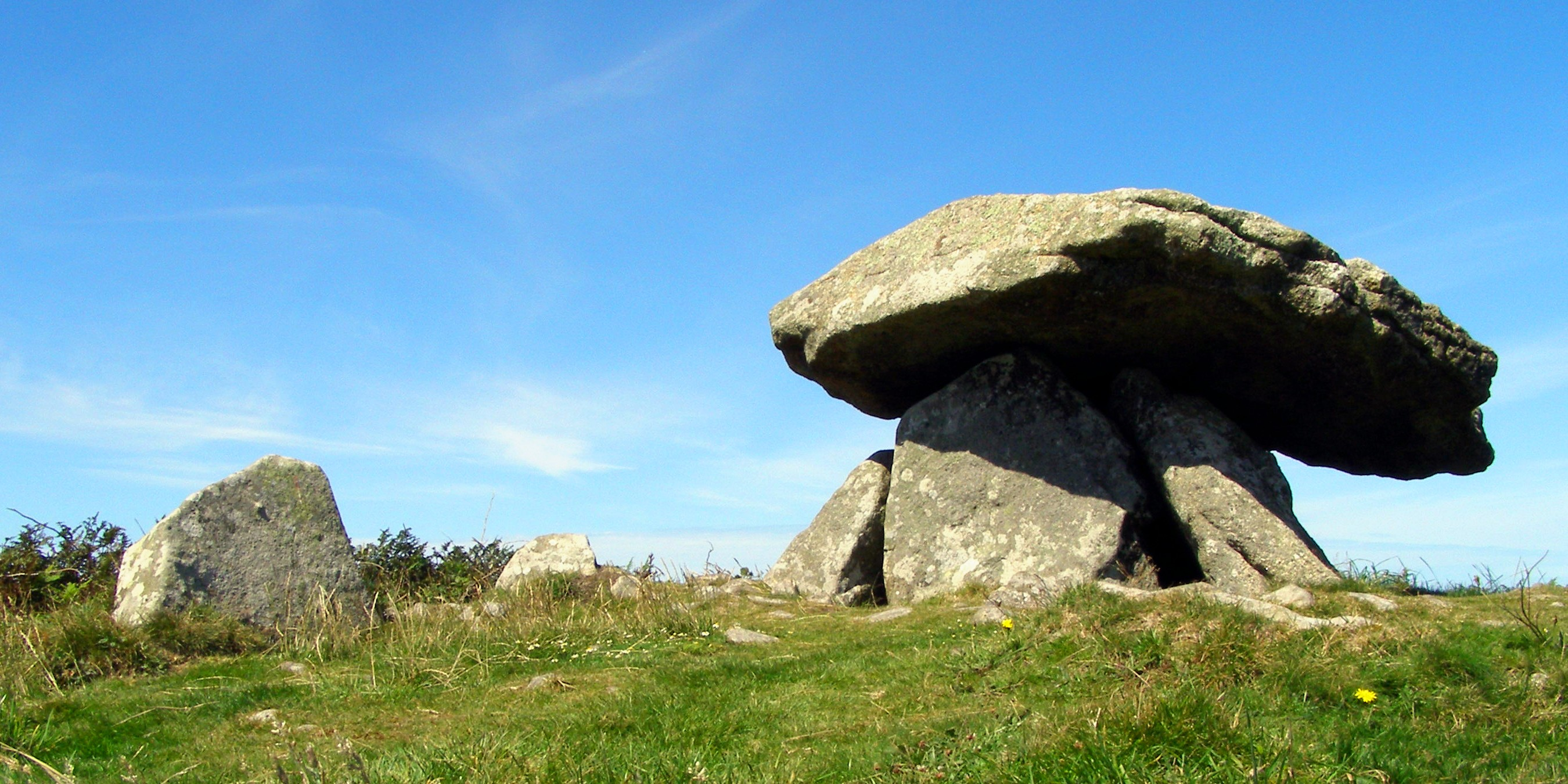
Deckstein des Chûn Quoit, Cornwall, England
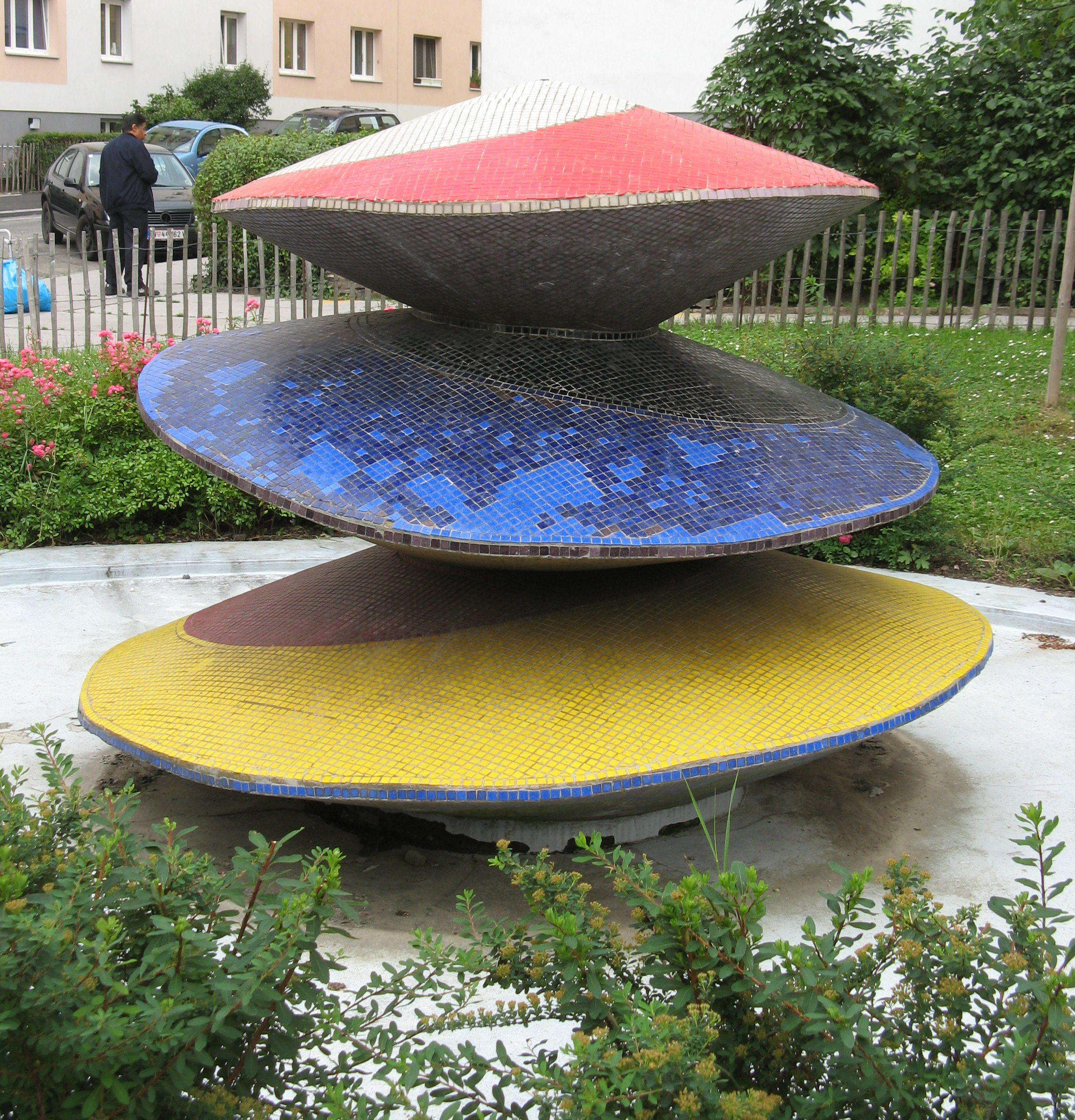
Brunnen (1959) von Wander Bertoni, Buchengasse 141, Wien-Favoriten
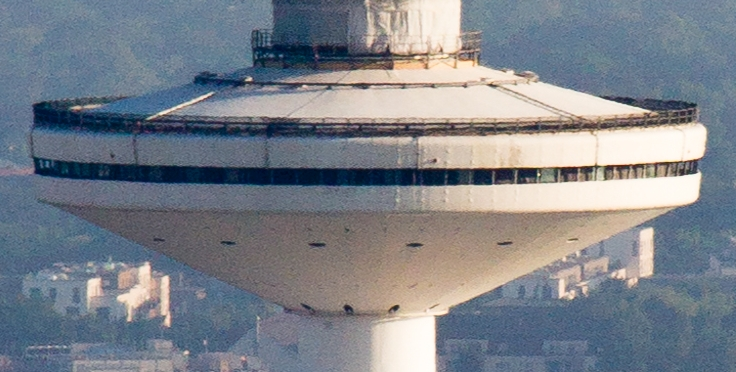
Oberer Turmkorb des Heinrich-Hertz-Turms, Hamburg
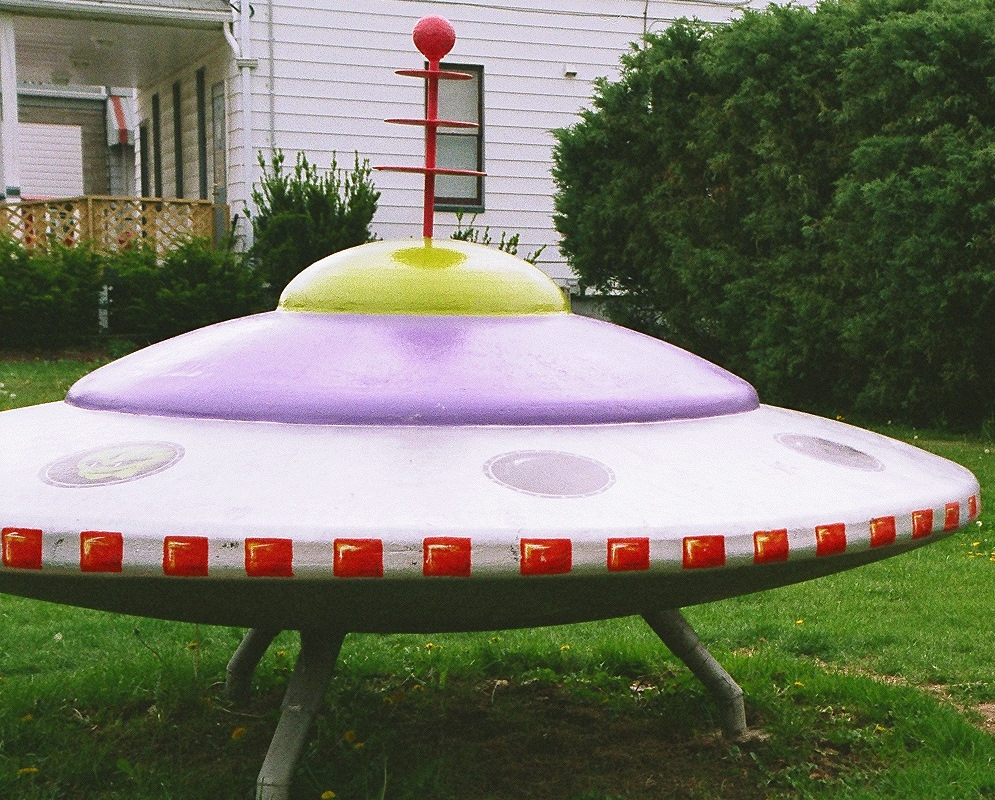
Fliegende Untertasse (Skulptur „Flying Saucer“ in Mars (Pennsylvania))